# Автоматична зброя відділення

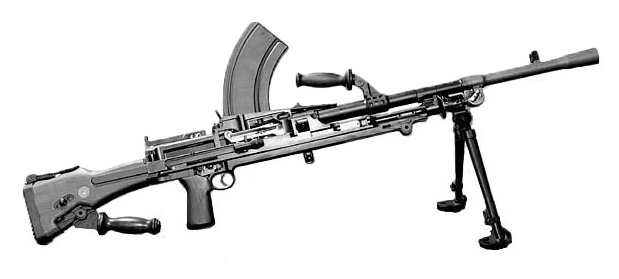
Кулемет Bren є прикладом автоматичної зброї відділення британської армії часів Другої світової.

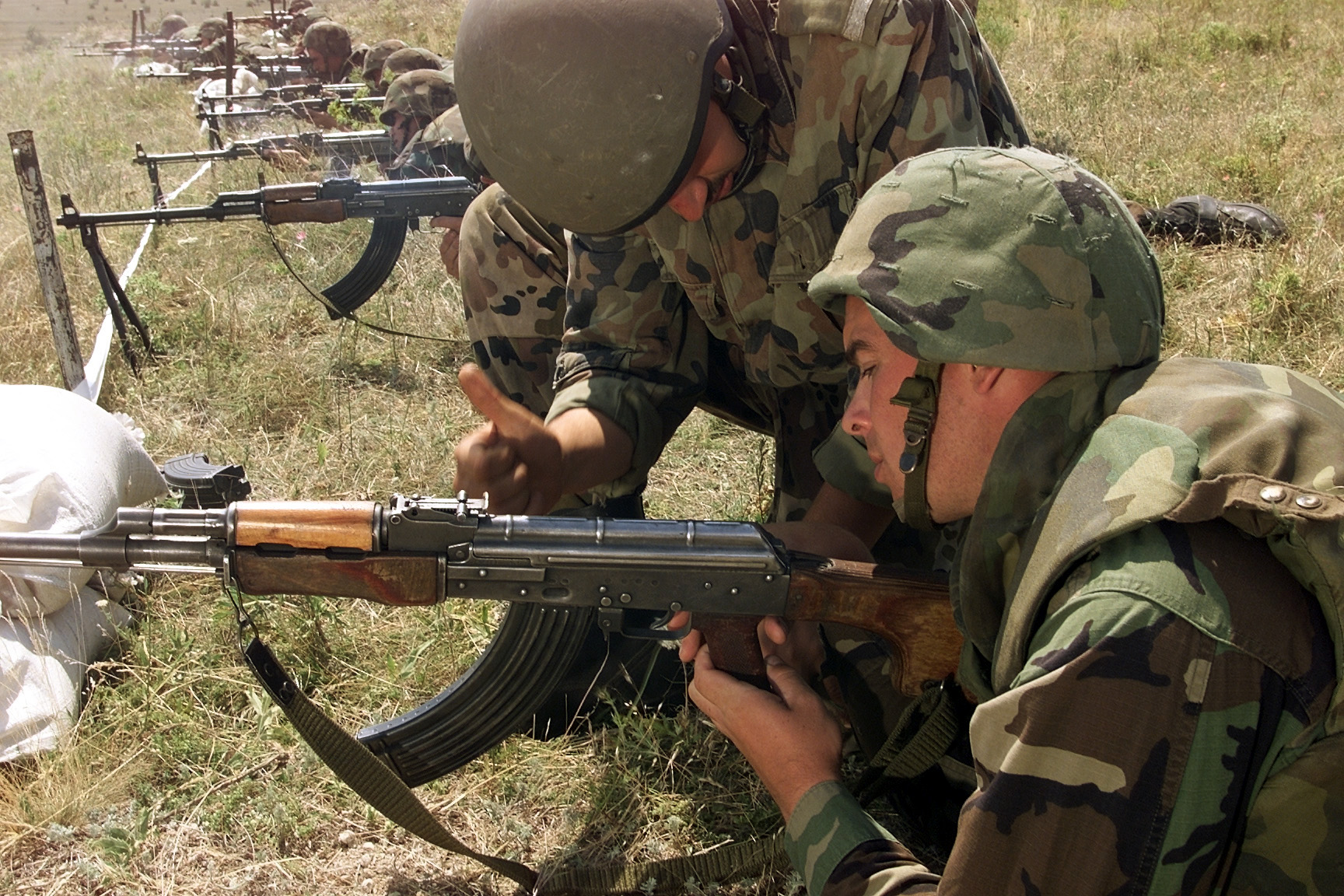
Румунський солдат навчає американського морпіха чистити РКК, автоматичну зброю відділення розроблену на базі АКМ.

Автоматична зброя відділення (англ. squad automatic weapon (SAW)) (АЗВ) або легка зброя підтримки (light support weapon (LSW)) це автоматична вогнепальна зброя, що повинна надати піхотному відділенню або секції переносне джерело повністю автоматичного вогню. Зазвичай це гвинтівки з перевідником вогню, які мають сошки або важкий ствол щоб виконувати роль легких або єдиних кулеметів. Автоматична зброя відділення стріляє тими самими набоями, що і штурмові або бойові гвинтівки які мають на озброєнні інші бійці відділення. Це зменшує логістичні запити, оскільки до підрозділу необхідно доставляти боєприпаси лише одного типу. Автоматична зброя відділення доволі легка щоб нею могла користуватися лише одна особа, на відміну від важких кулеметів, наприклад M2 Browning, який стріляє більш потужними набоями, але для повної ефективності потребує обслугу з кількох бійців.

## Огляд
Одним з перших у цій ніші став кулемет Мадсена. Незважаючи на обмеженість в сучасних умовах, Мадсен з'явився в епоху коли стандартом для піхоти була магазинна гвинтівка з ковзним затвором, яка мала фіксований магазин, що заряджався по одному набою або за допомогою знімної обойми; стійкий швидкий вогонь з цієї зброї міг підтримуватися лише дуже короткий період часу. Мадсен міг вести повністю автоматичний вогонь; незважаючи на невелику місткість магазина, така зброя все ж була краща за піхотну гвинтівку, до того він мав знімний коробчастий магазин, що пришвидшувало перезарядку. Навіть через 100 років після випуску, Мадсен інколи використовують і тепер. Стандартними кулеметами тієї епохи були кулемети типу Максима. Такі кулемети використовували британці, німці та росіяни. Це була громіздка, важка зброя з водяним охолодженням на тринозі, для обслуговування вона потребувала обслугу з чотирьох осіб, хоча вона була чудовою в обороні, для наступальних дій вона не підходила.
Іншою зброєю подібного типу стала автоматична гвинтівка Браунінга (BAR). Представлена наприкінці Першої світової, вона залишалася в строю до в'єтнамської війни. Гвинтівка була розроблена, щоб мати можливість вести вогонь на ходу при наступі, але на практиці BAR використовували у якості легкого кулемета. Рід час Другої світової війни зросла потреба у джерелі мобільного автоматичного вогню, тому зросла кількість BAR на підрозділ, до того, що на 4 одиниці зброї у відділенні 1 одиниця була саме автоматична гвинтівка Браунінга. Протягом тривалої служби в американській армії гвинтівка зіграла вирішальне значення в еволюції тактики та доктрини вогневих груп, яка триває донині.
Сучасна автоматична зброя відділення (такі як РПК та L86) це модифіковані штурмові або бойові гвинтівки (наприклад, FN FAL 50.41 та M14A1), які можуть мати більші магазини та важчі стволи, для ведення тривалого безперервного вогню, і майже завжди мають сошки. У випадку деяких штурмових гвинтівок, наприклад H&K G36 або Steyr AUG, АЗВ є стандартними гвинтівка з заміною деяких частин. Проте, австрійська армія яка має на озброєнні гвинтівку Steyr AUG, не приймає на озброєння варіант HBAR (з важким стволом). Замість цього використовує MG74 під набій 7,62 мм, який походить від німецького кулемета MG 42 часів Другої світової.
В якості автоматичної зброї відділення можуть використовувати легкі кулемети, зі стрічковим або магазинним живленням, а також єдині кулемети; наприклад, майже всю Холодну війну, стандартною автоматичною зброєю відділення у британській армії був кулемет L7 створений на базі FN Mag. Найбільше поширена автоматична зброя відділення сьогодні походить від двох основних моделей: РПК на базі кулемета Калашникова або на базі спеціально розробленого FN Minimi.

### Бельгія
- FN Minimi
- FN SCAR

### Китай
- QBB-95
- QJY-88

### Німеччина
Оригінальний план Західної Німеччини наприкінці 1980-х років полягав у адаптуванні нової штурмової гвинтівки Heckler &amp; Koch G41 під набій 5,56 мм (варіант HK33) для заміни бойової гвинтівки Heckler & Koch G3 під набій 7,62 мм та карабіна Heckler & Koch G11 під набій 4,7 мм для заміни 9 мм IMI MP2 Uzi та Heckler & Koch MP5. Закінчення Холодної війни та возз'єднання Німеччини в 1990 році змусили всіх шукати дешеву альтернативу. Лінійка G36 було створено на основі прототипу, який було перероблено для стрільби набоями 5,56 мм НАТО. Ця лінійка складається зі штурмової гвинтівки (G36), легкого кулемета (MG36), штурмового карабіну (G36K) та персональної зброї оборони (G36C). Стандартною зброєю підтримки взвода німецької армії є MG4 прийнятий на озброєння в 2005 році. MG5 єдиний кулемет німецької армії прийнятий на озброєння в 2015 році.
- HK MG36
- HK MG4
- HK MG5

### Італія
У 1980-х роках італійські військові розглядали ідею прийняття на озброєння автоматичної гвинтівки з важким стволом та магазинним живленням під набій 5,56 мм. Вона йшла разом з штурмовою гвинтівкою Beretta AR70/90 під набій 5,56 мм та єдиним кулеметом MG 42/59 під набій 7,62 мм. Переосмислення концепції призвело до того, що замість них було прийнято FN Minimi зі стрічковим живленням.

### Нідерланди
Корпус морської піхоти Нідерландів — єдина частина голландських військових, яка використовує LOAWNLD (оновлену версію легкої збройної зброї Colt Canada) у якості автоматичної зброї відділення. Усі інші підрозділи у якості автоматичної зброї відділення використовують FN Minimi.

### Радянський Союз/Російська Федерація
Концепція російської зброї підтримки заснована на використанні одного стандартного набою в обоймах для заряджання гвинтівки (СКС), для магазинної штурмової гвинтівки (АК-47) та для легкого кулемета зі стрічковим живленням (РКД). СКС та РКД були зняті з озброєння оскільки виявилися неефективними ніж очікували. РКК з магазином та сумісними частинами з автоматом AK-47 став більш ефективним. Він замінив РКД як тільки з'явилася технічна можливість масового випуску.
- РКК
- РККС
- РКК-74
- РКК-74М/РКК-201/РКК-203
- РКК-16: Автоматична зброя відділення РПК-16 нова легка зброя підтримки яка повинна замінити РКК-74 у російській армії.
- РКЛ-20

### Велика Британія
Програма SA80 була розроблена для створення родини легкої штурмової зброї яка б мала спільні деталі, могла використовувати ті самі набої та магазини, і замінила б британську колекцію пістолетів-кулеметів, гвинтівок та легких кулеметів. Початкові роботи велися навколо легкого експериментального набою 4,85 мм, пізніше зброю переробили під набій 5,56 мм НАТО. L85 IW (Individual Weapon — індивідуальна зброя) була гвинтівкою та була розроблена для заміни 9 мм ПК L2 Sterling та гвинтівки 7,62 мм L1A1 SLR. L86 LSW (Light Support Weapon — легка зброя підтримки) була автоматичною гвинтівкою яка мала замінити кулемет L4 BREN та єдиний кулемет FN MAG, для заміни їх на рівні секції. Проблеми начального періоду, деталі низької якості, погана ергономіка конструкції та неможливість користуватися зброє лівою рукою зробило комплект SA80 непопулярним. Було виявлено, що гвинтівка L86 з магазинним живленням не може вести безперервний вогонь, так само як система зі стрічковим живленням, тому легкий кулемет L110A1 FN Minimi, який спочатку розглядали як додаткову зброю, врешті обрали як основний. Пізніше L86 зробили марксманською гвинтівкою.

### США
В США автоматичною зброєю відділення зазвичай називають легкий кулемет M249.
В 1970-х роках США почали усвідомлювати, що скоріше за все вони будуть вести воєнні дії у пустелях та горах Середнього або Близького Сходу ніж у джунглях Азії чи лісах Європи та Євразії. Була розроблена програма Squad Automatic Weapon, метою якої було створення проміжної зброї між гвинтівкою M16 та кулеметом M60. Вона повинна була стріляти трасуючими набоями на відстані 800 і більше метрів, була здатна вести точний безперервний вогонь та бути легшою і більш мобільною ніж M60. Спочатку претенденти розроблялися під новий проміжний набій, але проблеми із затвердженням нового третього стандартного набою НАТО, який підтримували США, змусили відмовитися від нього. Тому в програмі взяли участь дві групи зброї: FN Minimi (XM249) та Heckler & Koch HK 23 (XM262) розроблені під покращений набій 5,56 мм SS109. Кулемет FN Minimi було прийнято на озброєння під позначенням M249, оскільки він міг стріляти за допомогою магазинного живлення через спеціальний отвір, в той час як HK23 потребував змінних частин для перемикання на живлення від магазина.
В 2005 році Корпус морської піхоти США запустив програму «Автоматична піхотна гвинтівка». Її задачею було пошук заміни важкому і громіздкому M249 SAW, який був автоматичної зброєю відділення у вогневих групах в той час. Двома гвинтівками цьому випробування були FN SCAR HAMR та дещо модифікована HK416. Для заміни M249 було обрано HK416, який пізніше назвали M27 IAR. Кулемет M249 SAW все ще залишається автоматичною зброєю відділення в армії США.
- M249
- M27 IAR

В 2019 році армія США запустила програму Next Generation Squad Weapon — Automatic Rifle (Зброя відділення наступного покоління — автоматична гвинтівка) для пошуку заміни кулемету M249 SAW та набою 5.56×45mm NATO. Наступна зброя присутня серед претендентів:
- Sig Sauer MG-6.8 з гібридним 6.8 набоєм Sig
- General Dynamics RM277-AR з полімерною гільзою.277 TVCM виробництва True Velocity
- AAI і Textron AR з телескопічним набоєм 6.8mm CT виробництва Olin Winchester